# Leathesia marina
Espèce
Synonymes
- Chaetophora marina Lyngbye, 1819[2]
- Clavatella difformis (Linaeus) Fries, 1835[2]
- Clavatella nostoc-marina Bory de Saint-Vincent, 1823[2]
- Corynephora marina (C.Agardh) C.Agardh, 1824[2]
- Laethesia difformis (Linnaeus) Areschoug[2]
- Leathesia amplissima Setchell & N.L.Gardner, 1924[2]
- Leathesia difformis var. tingitana Schousboe ex Bornet, 1892[2]
- Leathesia difformis Areschoug, 1847[2]
- Leathesia nana Setchell & N.L.Gardner, 1924[2]
- Leathesia tuberiformis S.F.Gray, 1821[2]
- Nostoc marinum C.Agardh, 1810[2]
- Nostoc mesentericum C.Agardh, 1824[2]
- Rivularia tuberiformis Smith, 1809[2]
- Tremella difformis Linnaeus, 1755[2]

Leathesia marina est une espèce d'algues brunes de la famille des Chordariaceae.